# 阿特塞内塔德尔迈斯特拉特
阿特塞内塔德尔迈斯特拉特，是西班牙瓦伦西亚自治区卡斯特利翁省的一个市镇。总面积71平方公里，总人口1395人（2001年），人口密度20人/平方公里。